# Марина I (Терамо)
Марина I (итал. Marina I) је насеље у Италији у округу Терамо, региону Абруцо.
Према процени из 2011. у насељу је живело 104 становника. Насеље се налази на надморској висини од 6 м.